# 賀島政朝
賀島 政朝（かしま まさとも、宝永3年（1706年） - 享保18年9月20日（1733年10月27日））は、徳島藩家老賀島家7代当主。
父は賀島政之。幼名は延蔵。通称は六右衛門、伊織。

## 生涯
宝永3年（1706年）、徳島藩家老賀島政之の子として生まれる。宝永7年（1710年）、分家の賀島量知の養子となる。享保15年（1730年）、実父政之が6代藩主蜂須賀宗員に隠居閉門を命じられたため、実家に戻り家督相続し、父の知行のうち6000石を相続する。同年、宗門改御用となる。享保18年（1733年）9月20日、江戸藩邸で死去。享年28。家督は弟政良が養子となって相続した。